# Parafia Ewangelicko-Augsburska w Pszczynie
Parafia Ewangelicko-Augsburska w Pszczynie – parafia Kościoła Ewangelicko-Augsburskiego w RP, w diecezji katowickiej. 

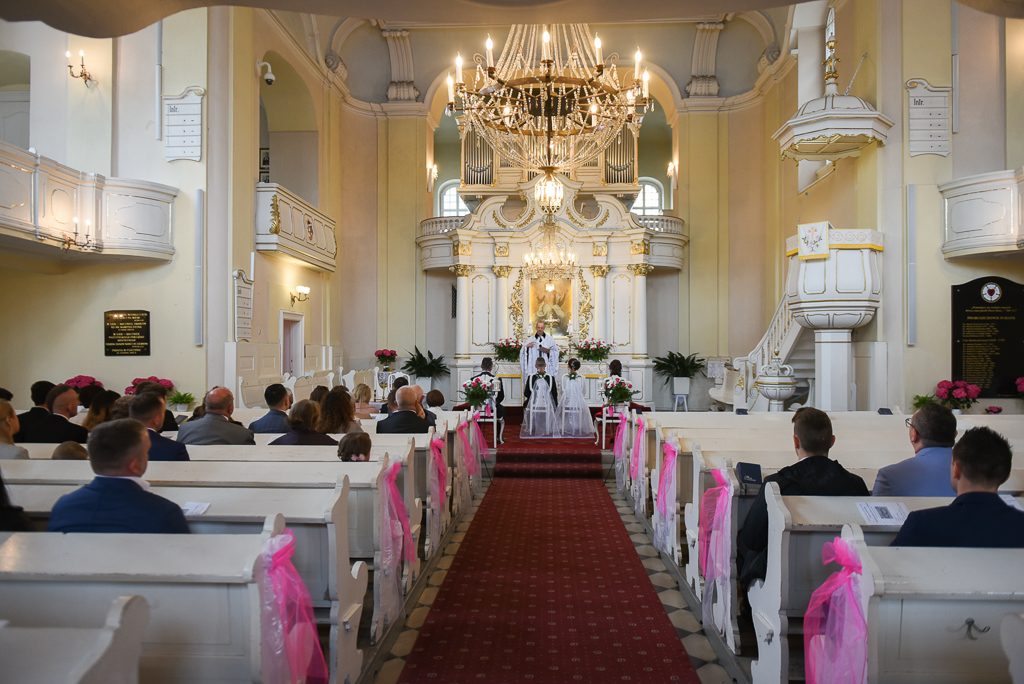
Wnętrze kościoła podczas ślubu, widok na ołtarz

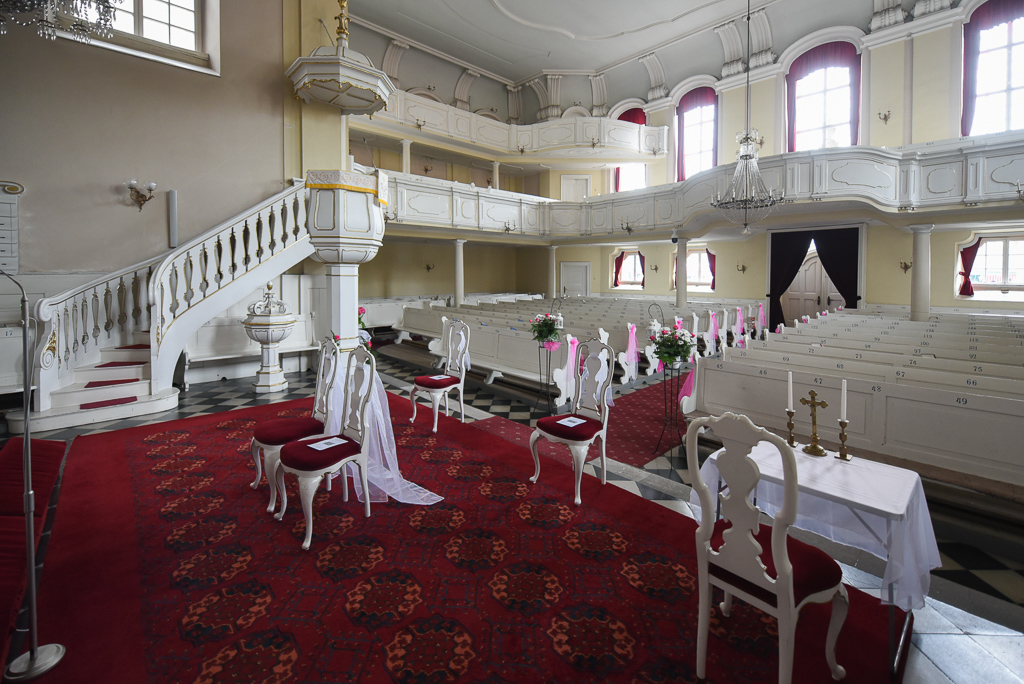
Widok świątyni od ołtarza

## Historia
Za prekursora rozwoju luteranizmu na Śląsku uznaje się księcia legnicko-brzeskiego Fryderyka II Piasta, który przyjął nowe wyznanie już w 1523 r. Pierwsze luterańskie nabożeństwo na tych ziemiach odprawił w Nowym Kościele nad Kaczawą na Dolnym Śląsku w 1518 roku Melchior Hoffman.
Wpływy reformacji szybko dotarły do Pszczyny. Wiadomo, że władający Pszczyną w latach 1548–1562 biskup wrocławski Baltazar Promnitz prowadził korespondencję z Marcinem Lutrem oraz z Filipem Melanchtonem. Mimo że pozostał biskupem katolickim, sprzyjał reformacji. Na ziemi pszczyńskiej ku nowinkom religijnym skłaniało się przede wszystkim ziemiaństwo, lud natomiast pozostał wierny katolicyzmowi. Gdy w 1568 r. władze w państwie pszczyńskim objął Karol Promnitz, wprowadził oficjalnie luteranizm. Uczynił to na mocy zasady cuius regio, eius religio. Proboszcza i dziekana pszczyńskiego, Bartłomieja Warszowskiego, skłonił do ustąpienia z urzędu, a w ciągu 20 lat prawie wszystkie wsie i miasta w regionie przyjęły nowe wyznanie. 18 marca 1592 r. wydano Porządek Kościelny dla Państwa Pszczyńskiego. Był to dokument utwierdzający luteranizm na tych ziemiach oraz opisujący, jak ma wyglądać tamtejsze życie kościelne. W roku tym było tu już 25 ewangelickich zborów. Główną świątynią był współczesny kościół Wszystkich Świętych. Od 1569 do 1577 r. pełnił w Pszczynie posługę pierwszy luterański pastor – Marcin Trzyniecki.
Wkrótce jednak katolicyzm, wspierany przez Habsburgów, rozpoczął kontrreformacyjną ofensywę. Cesarz Ferdynand II Habsburg wyznaczył na Górnym Śląsku do tego zadania burgrabiego Hanibala von Dohna, ten w 1628 r. wydał tzw. edykt bytomski. Na jego mocy wszyscy ewangeliccy księża w ciągu zaledwie 16 dni musieli opuścić Pszczyńskie Wolne Państwo Stanowe. Wkrótce specjalna komisja cesarska z wojskową eskortą ruszyła sprawdzić, czy edykt został wykonany – zamykano i pieczętowano drzwi zborów. Nie było to jednak proste, gdyż przez ewangelicki okres państwa pszczyńskiego ludność przywiązała się do nowego wyznania i stawiała duży opór Akcja cesarska przyniosła ostateczne skutki za panowania w Pszczynie Zygmunta Promnitza i już od 1649 r. jedynym miejscem, gdzie można było odprawiać nabożeństwa luterańskie, pozostała kaplica zamkowa. Wkrótce też, w 1661 r., zamknięto szkołę ewangelicką, działająca w Pszczynie od 1569 r. Nauczyciele szkolni po jej zamknięciu nauczali pokątnie w domach.
Sytuacja protestantów, którzy zeszli do podziemia, poprawiła się po 1707 r. – wtedy król szwedzki Karol XII i cesarz Józef I zawarli ugodę w Altranstadt, na mocy której postanowiono, że to co ewangelikom zostało odebrane, będzie im zwrócone, że będą mogli wznosić własne szkoły i powoływać tylu księży ile będzie potrzebne do pracy duszpasterskiej. Nikt od tej pory nie mógł być zmuszany do udziału w nabożeństwach katolickich. Na mocy tejże ugody wybudowano sześć „kościołów łaski”, w tym w Cieszynie. Książę pszczyński niósł bardzo wydatną pomoc przy jego budowaniu. Od tej pory pszczyńscy ewangelicy uczęszczali na nabożeństwa do oddalonego o ok. 50 km kościoła Jezusowego. Książę zatrudnił tam nawet osobnego kaznodzieję dla swoich poddanych – ks. Andrzeja Machala. W związku z ugodą książę Erdmann Promnitz rozpoczął również w 1709 r. starania o zgodę cesarską na budowę kościoła ewangelickiego w Pszczynie. Uzyskał ją dopiero po przyłączeniu miasta wraz z całym Śląskiem do królestwa pruskiego. Zgodę wydał w 1742 r. król pruski Fryderyk II Wielki i wkrótce rozpoczęto budowę świątyni. W tym samym roku powstała ponownie szkoła ewangelicka – początkowo nauczanie odbywało się w jedynie w języku niemieckim, potem także po polsku. 7 sierpnia 1746 r. konsekrowano kościół. Równocześnie pomieszczono się przy nim szkołę wraz z mieszkaniem dla nauczyciela. Od początku istnienia parafii utrwalił się jej podział na zbór miejski (niemieckojęzyczny) i wiejski (polskojęzyczny), który trwał do 1939 roku. W 1749 roku do Pszczyny został ostatecznie sprowadzony ks. Machal. Był on pierwszym proboszczem nowo utworzonej parafii ewangelickiej po okresie kontrreformacji. Zatrudniono również drugiego pastora – ks. Zygmunta Bartelmusa z Bielska, który później został proboszczem. Niestety, w 1748 roku w Pszczynie miał miejsce wielki pożar, który strawił m.in. kościół ewangelicki. W jego odbudowie pomógł książę Jan Erdmann. W 1765 roku zawiązała się parafia ewangelicka w Golasowicach. W 1817 powstał Ewangelicki Kościół Unii Staropruskiej, który połączył w Prusach ewangelików augsburskich (luteran) i reformowanych (kalwinistów). Od pory powstania parafii wiernych pszczyńskiego zboru chowano na cmentarzu Świętego Krzyża, jednak z powodu sporów z katolikami, ewangelicy założyli swoją własną nekropolię, która do dziś znajduje się na rogu ul. Katowickiej i ul. Hallera. Kościół pierwotnie został wybudowany bez wieży, jednak w roku ok. 1860 dobudowano ją. W 1905 r. z niewyjaśnionych przyczyn spłonął kościół. W 1907 r. został odbudowany. Zmieniono jednak dość poważnie jego wygląd z zewnątrz, jak i wewnątrz. Od chwili przyłączenia Pszczyny do Polski (1922) parafia należała do Ewangelickiego Kościoła Unijnego na polskim Górnym Śląsku i była najstarszą obok parafii w Tarnowskich Górach. Po zakończeniu II wojny światowej zbór w Pszczynie wszedł w struktury Kościoła Ewangelicko-Augsburskiego. W październiku 1945 parafię objął ks. radca Jan Motyka, którego następcą został w 1982 roku ks. radca Jan Badura. 19 czerwca 2016 roku odbyły się wybory na nowego proboszcza w związku z przejściem na emeryturę ks. Jana Badury. Wygrał je ks. Mirosław Czyż, który pochodzi z jedynego miasta w Polsce, gdzie większość stanowią ewangelicy – Wisły. W czerwcu 2024, Konsystorz Kościoła Ewngelicko-Augsburskiego w RP mianował bp. Mariana Niemca, proboszczem administratorem parafii w Pszczynie i w Studzionce do dnia 31 sierpnia 2024; z jednoczesnym wskazaniem, że od 1 września administratorem tych parafii zostać ma ks. radca Tomasz Bujok. W lipcu 2024, radcy Konsystorza podjęli decyzję o skreśleniu ks. Mirosława Czyża z listy duchownych, na jego wniosek, z dniem 4 lipca 2024 roku.
Parafia ewangelicka w Pszczynie po okresie prześladowań szybko się odrodziła. Od 1992 r. z krótką przerwą wydawane jest pismo „Ewangelik Pszczyński”, które oprócz treści religijnych zawiera także artykuły poświęcone historii Pszczyny i okolic oraz problemom lokalnym. Od 1997 r. działa przy parafii biblioteka i czytelnia, a od 2017 transmitowane i archiwizowane są coniedzielne nabożeństwa, które oglądać może każdy z dostępem do Internetu. W 2019 liczyła 1421 wiernych. 

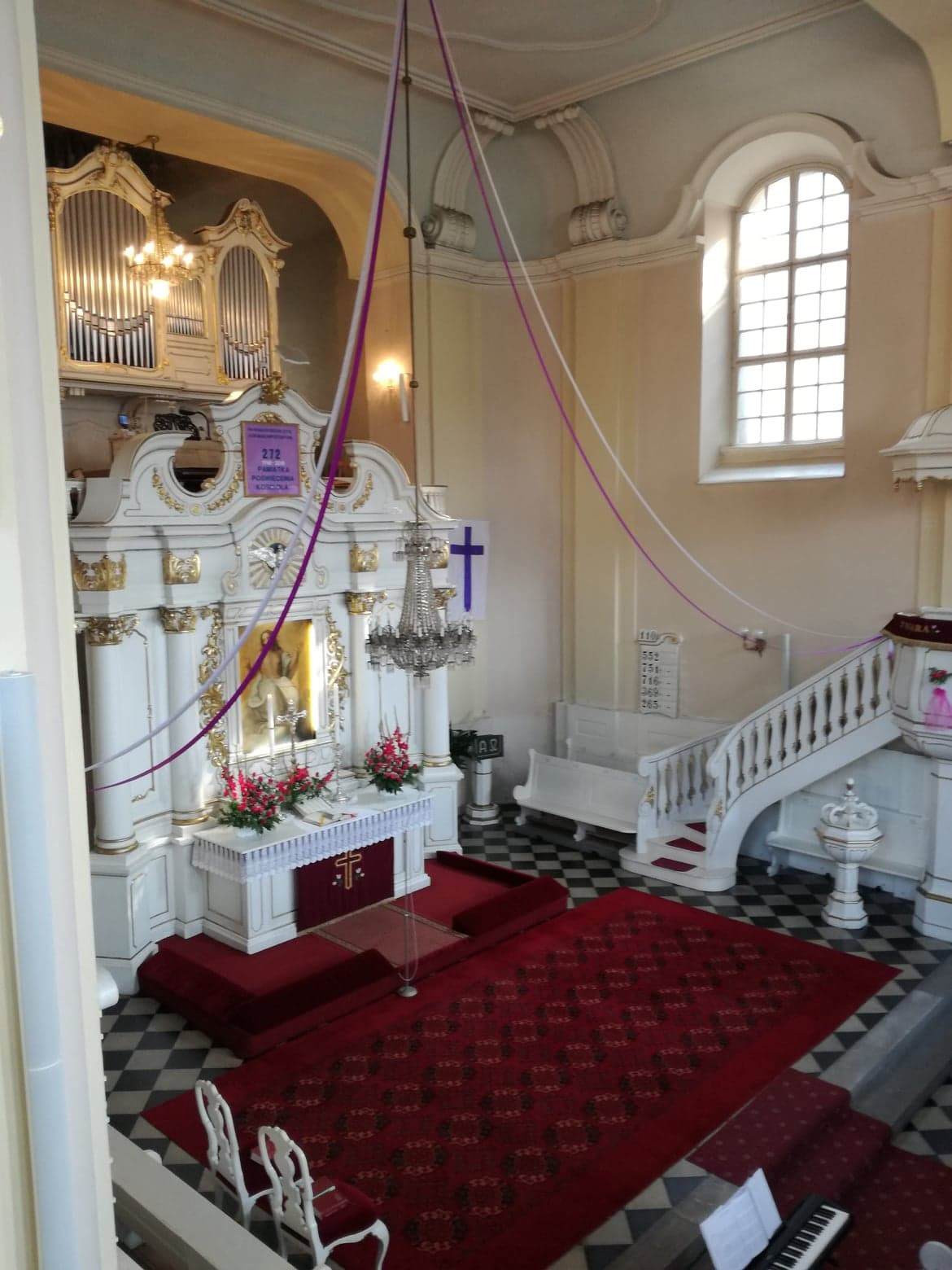
Kościół ewangelicki w Pszczynie

## Proboszczowie[3]
- ks. Marcin Trzyniecki (1569-1577)
- ks. Maciej Pretorius (1577-1588)
- ks. Marcin Szymbarski (1588-1598)
- ks. Laurentus Schlosserus (1598-1600)
- ks. Wiktoryn Fröhlich (1600-1621)
- ks. Jan Hoffmann (1621-1628)

Okres kontrreformacji: 1628–1742
- ks. Andrzej Machal (1742-1767)
- ks. Zygmunt Bartelmus (1767-1797)
- ks. Zygmunt Bogumił Bartelmus (1797-1832)
- ks. Samuel Fresenius (1773-1814)
- ks. Zygmunt Ernerst Bartelmus (1813-1848)
- ks. Jan Hübner (1832-1857)
- ks. Juliusz Klear (1848-1894)
- ks. Karol Weigelt (1857-1873)
- ks. Wilhelm Koelling (1873-1903)
- ks. Fryderyk Drabek (1894-1934)
- ks. Gottlieb (Jerzy) Nowak (1903-1924)
- ks. Herbert Meyer (1924-1928)
- ks. Walter Wenzlaff (1928-1937)
- ks. Waldemar Pross (1933-1934)
- ks. Karol Bogusław Kubisz (1938-1939)
- ks. Rudolf Irmer (1940-1942)
- ks. Rudolf Irmler (1944-1945)
- ks. Jan Motyka (1945-1982)
- ks. Jan Badura (1982-2016)
- ks. Mirosław Czyż (2016-2024)
- bp Marian Niemiec (proboszcz-administrator) (2024)[5]
- ks. Tomasz Bujok (proboszcz-administrator) (2024-nadal)[9]

## Kościoły i budynki parafialne
- Kościół ewangelicki w Pszczynie (parafialny)
- Ewangelicki Dom Parafialny im. Księży Bartelmusów
- Pastorówka (plebania)
- Ośrodek Błękitnego Krzyża
- Dom Parafialny „Syloe” w Kobielicach